# THQ
THQ Inc. là một nhà phát triển và phát hành trò chơi điện tử. Thành lập năm 1989 tại Hoa Kỳ, công ty này có các phòng làm việc tại Bắc Mỹ, châu Âu và châu Á.
Năm 2008, công ty thông báo doanh thu của họ đạt 830 triệu đô la Mỹ, giảm đi so với khoảng 1,03 tỷ đô la vào năm ngoái.

## Lịch sử
Công ty Trinity Acquisition Corporation được thành lập vào năm 1989. Năm 1991, công ty này hợp nhất với Toy Head-Quarters, một công ty đồ chơi để thành lập công ty trò chơi điện tử có tên là T*HQ, lấy từ những chữ cái đầu của Toy Head-Quarters. Năm 1994, T*HQ đổi tên thành THQ và rời bỏ ngành đồ chơi để tập trung vào ngành trò chơi điện tử. Cuối năm 2012 công ty đệ đơn phá sản.

## Các trò chơi đã ra mắt

### 2011
- Saints Row: The Third (Xbox 360, PlayStation 3, Windows)
- Hugo Cabret (Nintendo DS, Nintendo 3DS)
- UFC Trainer (Playstation 3, Xbox 360, Wii)[3]
- Warhammer 40,000: Space Marine (Xbox 360, PlayStation 3, Windows)
- Nicktoons: Across the Second Dimension (Xbox 360, Playstation 3, Wii, PSP, Nintendo DS, Nintendo 3DS)
- WWE '12 (Xbox 360,PS3,Wii)

### 2012
- Warhammer 40,000: Dawn of War III (Windows)[4]
- UFC Undisputed 3 (PlayStation 3,Xbox 360)
- Warhammer 40,000: Dark Millennium Online (Windows)
- Devil's Third (PlayStation 3, Wii U, Xbox 360)
- Darksiders 2 (PlayStation 3, Xbox 360, Wii U, Windows)
- Victorious (Wii U,Nintendo DS, Nintendo 3DS)
- WWE Brawl (Xbox 360, PlayStation 3, Wii)

### 2013
- Metro: Last Light (Xbox 360, PlayStation 3, Windows, Wii U)
- inSANE (PlayStation 3, Xbox 360, Windows)